# Witryfikacja
Witryfikacja (witrifikacja), zeszklenie – przemiana kinetyczna przejścia ze stanu ciekłego w stan szklisty. Nosi ona cechy przemiany fazowej II rzędu, ale nie jest przemianą termodynamiczną, bo nie prowadzi do utworzenia termodynamicznie stabilnej fazy.
Proces witryfikacji może zachodzić pod wpływem szybko dostarczonego bądź usuniętego ciepła lub też przy obecności dodatków go wspomagających. Zestalenie ciała amorficznego zachodzi w temperaturze zeszklenia, która jest niższa od temperatury topnienia z powodu efektu przechłodzenia.
Kiedy początkowo substancja jest ciałem stałym, witryfikacja polega zwykle na jej podgrzaniu do bardzo wysokich temperatur, a następnie szybkiego schłodzenia poniżej temperatury zeszklenia. W ten sposób wyrabia się ceramikę.
Przykładem takiego procesu zachodzącego w naturze jest powstawanie fulgurytu po uderzeniu pioruna w piasek, gdzie wskutek dostarczonego ciepła, a następnie schłodzenia powstają rozgałęzione, szkliste twory ze stopionego piasku. Witryfikację często wspomaga się różnymi dodatkami, zwanymi krioprotektantami.

## Przykłady
Przy powolnym schładzaniu roztopionej sacharozy powstaje cukier „kryształ”, lecz gdy ochłodzić ją gwałtownie może uformować syropowatą, niekrystaliczną „watę cukrową”.
Witryfikacja może też dotyczyć cieczy, jak na przykład wody. Osiąga się to zwykle przez gwałtowne chłodzenie lub dodanie krioprotektantów, które zapobiegają formowaniu się kryształów lodu. To różni właśnie witryfikację od zwykłego zamarzania, podczas którego powstają kryształy lodu.
Witryfikacja jest typowym zjawiskiem dla wielu termoplastycznych tworzyw sztucznych i elastomerów To właśnie dzięki temu zjawisku zachowuje swoje własności np. guma.

## Zastosowanie
Szkło jest jednym z najpowszechniej znanych produktów witryfikacji. Zwykłe szkło produkuje się poprzez dodanie do piasku kwarcowego (SiO2) dodatków, jak węglan sodowy (Na2CO3) i węglan wapniowy (CaCO3) i często topników w postaci tlenków boru i ołowiu (B2O3, PbO). Bez tych dodatków stygnący dwutlenek krzemu zastygłby jako bryła kryształów kwarcu lub piasku.
Witryfikacja to także sprawdzona metoda neutralizacji i długoterminowego przechowywania odpadów radioaktywnych lub innych szkodliwych odpadów. Substancje takie są mieszane z chemikaliami zeszklającymi, topione z nimi, by po zakrzepnięciu zostać szczelnie zamkniętymi w bryle szkliwa. Bryła taka jest bardzo odporna chemicznie i mechanicznie (jest także szczelna, więc zawartość nie będzie wyciekać i nie będzie wypłukiwana), skutecznie izolując zatopione w niej odpady. W takiej postaci mogą być długo przechowywane, aż na przykład ich promieniotwórczość spadnie do bezpiecznego poziomu.
Przy produkcji lodów używa się glikolu propylenowego, by zredukować powstawanie kryształków lodu, co czyni lody bardziej „gładkimi”. Ostatnio do tego celu używa się też naturalnych białek krioprotektantowych wyizolowanych z ryb arktycznych. Pozwala to na zmniejszenie ilości śmietany i tłuszczu w lodach, co sprawia, że są mniej kaloryczne.
Od lat w kriobiologii, jako krioprotektant używany jest glicerol. Dzięki niemu można przechowywać zamrożone w ciekłym azocie komórki krwi czy spermę. W ten sposób przechowuje się też zamrożone bakterie czy inne mikroorganizmy. Jednak metoda ta nie pozwala na ochronę przy zamrażaniu całych, dużych organów. W tej dziedzinie trwają badania nad innymi krioprotektantami. Odkrycie takich substancji pozwoli na przechowywanie organów, które po rozmrożeniu będą nieuszkodzone przez kryształki lodu.
Witryfikacja oocytów jest jedną z metod przechowywania materiału rozrodczego.
W lipcu 2005 r., na dorocznej konferencji Society for Cryobiology ogłoszono witryfikację nerki króliczej w temperaturze –135 °C z użyciem odpowiedniej mieszanki witryfikującej. Po rozmrożeniu nerka była z powodzeniem przeszczepiona królikowi, gdzie zachowała sprawność. Pracami kierowali kriobiolodzy Brian Wowk i Gregory M. Fahy z 21st Century Medicine.

## Krionika
W kontekście krioniki, szczególnie przy próbach zabezpieczenia (krioprezerwacji) mózgu, witryfikacja tkanek jest kluczowa do zabezpieczenia informacji w nich zawartej przed zniszczeniem. Obecnie próby witryfikacji mózgu prowadzi fundacja Alcor oraz Cryonics Institute. Obie placówki pracują też nad zastosowaniem witryfikacji wobec całego ciała. W Cryonics Institute przyszły pacjent wypełniając jeden z załączników do umowy o krioprezerwację, ma możliwość wyboru, czy oprócz witryfikacji głowy, zależy mu na perfuzji także reszty ciała, czy też pozostawia tę kwestię w gestii Cryonics Institute zgodnie z jego najlepszą wiedzą w czasie jego krioprezerwacji.
W Cryonics Institute w 2004 i 2005 użyto mieszanki witryfikującej wynalezionej przez kriobiologa dr Jurija Piczugina. Jako pierwsze skorzystały z niej dwa psy należące do członków Instytutu. Pierwszemu człowiekowi zaaplikowano mieszankę witryfikującą w lecie 2005 r. Zastosowano wówczas nową procedurę polegającą na witryfikowaniu głowy połączonej z ciałem, które zostało zamrożone bez żadnych krioprotektantów. W lutym 2007 Cryonics Institute zaprzestał starań o opatentowanie swej mieszanki witryfikującej i ujawnił jej skład, aby zapobiec sytuacji, że ktoś inny zabroniłby jej używania w CI. Dr Piczugin pracował w Cryonics Institute do grudnia 2007.

## Witryfikacja w fikcji
Termin witryfikacja pojawia się także w powieści Stanisława Lema Fiasko i Kongres futurologiczny. Jest to sposób zabezpieczenia ciała pilota czy operatora w przypadku, gdy kierowana przez niego maszyna ulegnie wypadkowi. Witryfikacja w powieści nie niosła gwarancji „ożywienia”. Motyw witryfikacji pojawia się także w serialu Z Archiwum X (19 odcinek 4 sezonu).